# 聖克魯斯群島戰役
圣克鲁斯群岛战役（英語：Battle of the Santa Cruz Island），又称第三次所罗门海战役（英語：the Third Battle of the Solomon Sea），日方称南太平洋海战（日語：南太平洋海戦），是1942年10月25日至27日，美日海军继埃斯佩蘭斯海角海戰之后，在瓜达尔卡纳尔战役期间的第4次大规模海战，也是继珊瑚海海战、中途岛海战、东所罗门海战之后，太平洋战争中的第4次航母决战。日本为将盟军赶出瓜达尔卡纳尔岛以结束自1942年9月以来的僵局，陆军计划于1942年10月20日至25日发动全面进攻以攻占亨德森机场。为了助攻，联合舰队进入所罗门海域，希望同美国海军特别是航母编队决战以支援陆军的攻势。美军亦希望與日本海军交戰以打破僵局，并派遣第16、17特混舰队进入圣克鲁斯群岛以北海域扫荡日舰。
1942年10月26日上午，美日海军在圣克鲁斯群岛以北爆发战斗。在上午双方发动空袭之后，美“大黄蜂”号失去动力，“企业”号遭重创；日“瑞凤”号、“翔鹤”号受创并无法参与作战。第16特混舰队在金凯德的指挥下首先撤出战场。当日下午，日军对失去动力的“大黄蜂”号发动3轮攻击。在挽救“大黄蜂”号无望下，第17特混舰队其余舰艇撤出战场。次日凌晨，“大黄蜂”号被日军击沉。由于2艘航母无法参与作战，且机组人员损失惨重，日军撤出战场。
在这场战役中，美军1艘航空母舰和1艘驱逐舰被击沉，1艘航空母舰、1艘战列舰、1艘轻巡洋舰和2艘驱逐舰受创；日军2艘航空母舰、1艘重巡洋舰、1艘驱逐舰受创，没有舰艇被击沉。从双方的交换比而言，圣克鲁斯战役是日军战术上的胜利和短期战略上的胜利。然而，日军损失了大量經驗豐富的机组人员且無法補充，而美军损失人员较少且可被補充，这是盟军获得的长期战略优势。

## 背景
在中途岛战役之后，由于日第1航空舰队全军覆没，美军在中太平洋的危机已被解除。欧内斯特·金希望通过进攻所罗门群岛攻占拉包尔，以保护美国至澳大利亚的物资运输航线。1942年8月7日，盟军发动瞭望台行动，在瓜达尔卡纳尔、图拉吉和佛罗里达群岛登陆，并占领日军自7月6日开始修建的瓜达尔卡纳尔机场。这引发了长达6个月的瓜达尔卡纳尔战役。日军迅速对此做出了回应。在经过2日的空袭后，8月8日夜，日第8舰队突袭萨沃岛海域，重创盟国海军，而自身损失轻微。日军成功夺得了萨沃岛海域夜间的制海权。
在8月24日的東所羅門海戰中，日军“龙骧”号被击沉，美军“企业”号遭重创，并返回珍珠港进行为期1个月的大修。8月31日，“萨拉托加”号被伊-26潜艇发射的鱼雷命中并失去作战能力，被迫返回港口进行维修。9月15日，在TF-18护送前往瓜达尔卡纳尔的增援部队和补给时，日本潜艇伊-19进行了1轮齐射，击沉“胡峰”号、“奥布莱恩”号，重创“北卡罗来纳”号。此时盟军在南太平洋可用的航空母舰仅剩下1艘。
盟军由于成功控制了亨德森机场获得了所罗门群岛南部的制空权，但是在夜间飞机无法出动时，日军得以向岛上运输大量补给。因此，双方都无法保持绝对的优势，战争陷入僵局。10月11-12日晚，美军在埃斯佩兰斯海角击败日军的炮击舰队。13日，6艘貨輪在8艘驅逐艦的護航下前往瓜島。為掩護补给船隊免遭空襲，13-14日晚，2艘战列舰炮击亨德森机场；14-15日晚，2艘重巡洋舰炮击机场；15-16日晚，又有2艘重巡洋舰炮击机场。

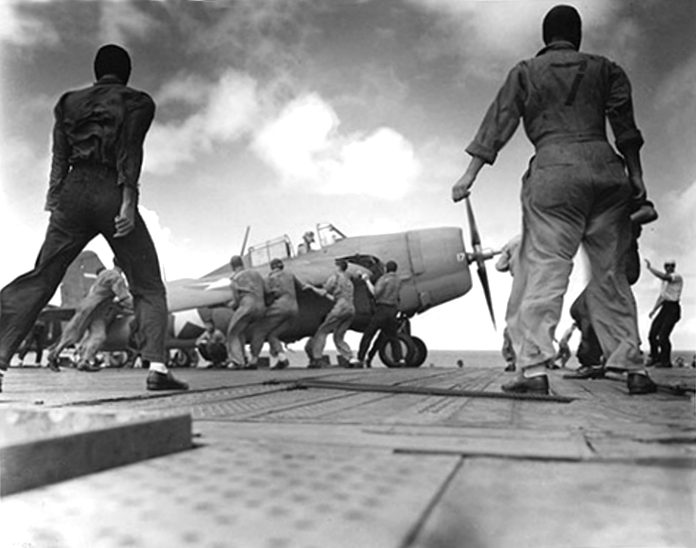
10月24日从“企业”号航空母舰上起飞的F4F战斗机

为打破僵局，美国进行了多方面的尝试。尼米兹认为戈姆利对戰局过于悲观从而无法有效指挥部队，因此，于10月18日任命有着“蛮牛”之称的哈尔西接替戈姆利为南太平洋地区总司令。哈尔西上任后，立即开始制定和日本舰队作战的计划。他在给尼米兹的信中这样写道：“我将立即重拳出击，因此我需迅速作出决定。”除此之外，“企业”号的维修进度大大加快。它在10月10日接收了第10航母补充航空大队，并于16日驶离珍珠港。哈尔西认为，航母的作用和航母数目的平方成正比，因此他表示：“在‘企业’号到来前，我们的处境是绝望的。但现在我们有了放手一搏的机会。”日本联合舰队也希望和盟军舰队发动决战。10月9日，第2航空战队抵达特鲁克，与第1航空战队会合。

## 双方的舰队

### 日本联合舰队
直到1942年8月，日军飞行员的训练水平和经验仍高于美军飞行员。日军曾试图将鱼雷机作为辅助武器，在俯冲轰炸机重创航母后再出动鱼雷机。这种战术在东所罗门海战中被证明是不可行的。在这场战役中，舰载机群仍采用传统的俯冲轰炸机和鱼雷机同时发动攻击的方法进攻。联合舰队的舰载防空炮无法起到有效击落美军飞机的作用。日军的89式127毫米40倍径防空炮配备的94式火控无法有效锁定快速移动的目标。日军的近中程防空武器为96式25毫米防空炮，但它无法快速提高仰角从而击落快速飞行的飞机。它的弹夹过小，从而无法维持较高的射速；它的炮弹填药量过小，无法对SBD或TBF造成有效的伤害。
在此次战役中，日军投入了2艘翔鹤级航空母舰、1艘祥凤级航空母舰和1艘飞鹰级航空母舰。日军“飞鹰”和“隼鹰”号航空母舰分别由“出云丸”“橿原丸”2艘大型高速客轮改建。其中，“隼鹰”号在5月3日竣工，“飞鹰”号在7月31日竣工。但是，它们的最大航速仅25节，难以和舰队共同行动；水平装甲过薄，没有足够的抗打击能力；驱逐舰型的锅炉和商用的涡轮机搭配使用，使得航母动力系统易出现故障。相比之下，“瑞凤”号的改装较为成功，它保留了28节的航速，可携带足够的飞机参与作战，尽管由于吨位限制没有对机库做出防护。
联合舰队被划分为3只舰队：前進部隊、機動部隊和前衛部隊，总指挥为近藤信竹中将。前進部隊由2艘战列舰、1艘航空母舰、4艘重巡洋舰、1艘轻巡洋舰和10艘驱逐舰组成，由近藤信竹中将指挥，旗舰为“爱宕”号；機動部隊由3艘航空母舰、1艘重巡洋舰和8艘驱逐舰组成，由南云忠一中将指挥，旗舰为“翔鹤”号；前衛部隊由2艘战列舰、3艘重巡洋舰、1艘轻巡洋舰和7艘驱逐舰组成，由阿部弘毅少将指挥，旗舰为“比叡”号。
| 日本联合舰队战斗序列（1942年10月26日05：00） | 日本联合舰队战斗序列（1942年10月26日05：00） | 日本联合舰队战斗序列（1942年10月26日05：00） |
| 第2舰队 | 第3舰队 | 第3舰队 |
| 前進部隊 指挥官：近藤信竹中将 | 機動部隊本隊 指挥官：南云忠一中将 | 前衛部隊 指挥官：阿部弘毅少将 |
| --- | --- | --- |
| - 第2战队 指挥官：栗田健男中将 - 战列舰：金刚、榛名 - 第4战队 指挥官：近藤信竹中将（直属） - 重巡洋舰：爱宕、高雄 - 第5战队 指挥官：高木武雄中将 - 重巡洋舰：妙高、摩耶 - 第2航空战队 指挥官：角田觉治少将 - 航空母舰：隼鹰 - 第2水雷战队 指挥官：田中賴三少将 - 轻巡洋舰：五十铃 - 第15驱逐队 指挥官：佐藤寅治郎大佐 - 驱逐舰：早潮、亲潮、黑潮 - 第24驱逐队 指挥官：中原義一郎中佐 - 驱逐舰：海風、凉风、江風 - 第31驱逐队 指挥官：清水利夫大佐 - 驱逐舰：高波、卷波、長波 | - 第1航空战队 指挥官：南云忠一中将（直属） - 航空母舰：翔鹤、瑞鹤、瑞凤 - 重巡洋舰：熊野 - 第4驱逐队 指挥官：有賀幸作大佐 - 驱逐舰：岚、舞风、野分 - 第16驱逐队 指挥官：荘司喜一郎大佐 - 驱逐舰：初风、雪风、天津风、时津风、濱風 - 第61驱逐队 指挥官：则满宰次大佐 - 驱逐舰：照月 | - 第11战队 指挥官：阿部弘毅少将 - 战列舰：比叡、雾岛 - 第7战队 指挥官：西村祥治少将 - 重巡洋舰：铃谷 - 第8战队 指挥官：原忠一少将 - 重巡洋舰：利根、筑摩 - 第10水雷战队 指挥官：木村進少将 - 轻巡洋舰：长良 - 第10驱逐队 指挥官：阿部俊雄大佐 - 秋云、風雲、卷雲、夕雲 - 第17驱逐队 指挥官：北村昌幸大佐 - 浦風、矶风、谷风 |

日军参战的舰载机如下：
| 日本联合舰队航母舰载机 | 日本联合舰队航母舰载机 | 日本联合舰队航母舰载机 | 日本联合舰队航母舰载机 | 日本联合舰队航母舰载机 | 日本联合舰队航母舰载机 |
| 舰艇                   | 零式21型（A6M2）       | 99式11型（D3A1）       | 97式12型（B5N2）       | 2式侦察机（D4Y1-C）    | 总计                   |
| ---------------------- | ---------------------- | ---------------------- | ---------------------- | ---------------------- | ---------------------- |
| 翔鹤                   | 22（18）               | 21                     | 24                     | 1                      | 68（64）               |
| 瑞鹤                   | 21（20）               | 24（22）               | 20                     | 0                      | 64（62）               |
| 瑞凤                   | 19（18）               | 6                      | 0                      | 0                      | 24                     |
| 隼鹰                   | 20                     | 18（17）               | 7                      | 0                      | 45（44）               |
| 总计                   | 82（76）               | 69（66）               | 51                     | 1                      | 203（194）             |

### 美国太平洋舰队
2艘约克城级航空母舰拥有猛烈的防空火力以应对日军的空袭。它们的舰首和舰尾各安装了4门127毫米38倍径高平两用炮，射速可达20發/分。这是一种用于精准打击的防空炮，在舰桥上的2座MK33型测距仪的引导下，它们可为航母提供远距离防护。“大黄蜂”号安装了新式的MK37型测距仪，它在雷达的辅助下可以锁定绝大部分飞机。航母舰岛的前部和后部各安装了2座4联装28毫米75倍径高射炮，舰首也安装了1座4联装高射炮。但由于故障和维护问题，这种中程防空武器表现较差。“南达科他”号上安装了4座4联装40毫米机关炮。它有着极高的射速和极佳的火控，对舰队的防空起到了重大作用。航母上原先安装的12.7毫米50倍径机枪被替换为20毫米机关炮。这种武器重量轻且不需外部能源供应，可被安装在所有视野良好的地方。“企业”号安装了38门机关炮，“大黄蜂”号安装了32门机关炮。然而，机关炮的射程只有1800米，无法在俯冲轰炸机投弹前将其摧毁。
“企业”号安装了CXAM-1型雷达，而“大黄蜂”号用原“加利福尼亚”号的CXAM雷达替换了原先安装的SC雷达。它们可以探测到95公里的距离内，飞行高度低于3000米的飞机，但是雷达仍不能准确定位飞机的高度，这对CAP是一个极大的影响因素。
美军此时仍然面临的争议是航母是否应该集中作战。一种观点认为，航母应该集中作战以互相保护和协同作战，这可以增加特遣舰队的防御能力。弗莱彻支持这种观点，这也是他在珊瑚海海战中采取的做法。另一种观点认为应该以单航母的模式作战，航母间间隔25-30公里，这样在1艘航母被发现时可以降低另1艘航母被发现的概率。金凯德、哈尔西和大多数飞行员支持这一观点。这也是东所罗门海战中美军的做法，最终“萨拉托加”号躲过了攻击。哈尔西进一步发展了这种观点：航母先集中使用，当怀疑敌军接近或被敌军发现时迅速远离以防止敌军同时对2艘航母进行攻击。但是最终在战役中美军未采用任何一种做法。
| 美国舰队战斗序列（1942年10月26日05：00） | 美国舰队战斗序列（1942年10月26日05：00） |
| 第61特混舰队 指挥官：托马斯·C·金凯德 | 第61特混舰队 指挥官：托马斯·C·金凯德 |
| 第16特混舰队 指挥官：托马斯·C·金凯德（兼任） | 第17特混舰队 指挥官：乔治·D·莫里 |
| --- | --- |
| - 航空母舰：企业 指挥官：奥斯本·B·哈迪森 - 第10航母补充航空大队 指挥官：理查德·K·盖恩斯 - 第10补充战斗中队 - 第10补充侦查中队 - 第10补充轰炸中队 - 第10补充雷击中队 - 战列舰：南达科他 - 重巡洋舰：波特兰 - 轻巡洋舰：圣胡安 - 第5驱逐舰中队 - 驱逐舰：波特、马汉、库欣、史密斯、普雷斯顿、莫里、科寧厄姆、蕭 | - 航空母舰：大黄蜂 指挥官：查尔斯·P·马森 - “大黄蜂”号航空大队 指挥官：沃尔特·F·罗迪 - 第72战斗中队 - 第8侦查中队 - 第8轰炸中队 - 第6雷击中队 - 重巡洋舰：北安普顿、彭萨科拉 - 轻巡洋舰：朱诺、圣地亚哥 - 第2驱逐舰中队 - 驱逐舰：莫里斯、安德森、休斯、马斯汀、拉塞尔、巴顿 |

参战的美军舰载机数目如下：
| TF-61航母舰载机 | TF-61航母舰载机 | TF-61航母舰载机 | TF-61航母舰载机 | TF-61航母舰载机 |
| 舰艇            | F4F-4“野猫”     | SBD-3“无畏”     | TBF-1“复仇者”   | 总计            |
| --------------- | --------------- | --------------- | --------------- | --------------- |
| 企业            | 34（31）        | 34（23）        | 10              | 78（64）        |
| 大黄蜂          | 38（33）        | 31（24）        | 16              | 85（73）        |
| 总计            | 72（64）        | 65（47）        | 26              | 163（137）      |

### 双方的情报水平
由于日军无法破译美军的密码，日军对美军航母的行动和作战意图并不清楚。日軍主要通过远程飞行艇、战列舰和巡洋舰的水上飞机对美军舰队进行侦查。他们成功判断出“企业”号在10月中旬离开珍珠港后前往南太平洋，因为他们在监测美国无线电信号时，发现美国FDO信号中反复出现“REAPER”和“BLUE”两个代号，因此证实了美军至少有2艘航母参与了行动。
在8月18日日军更换密码本后，美国对日本无线电通讯的分析变得困难。8月21日，太平洋舰队情报官错误地认为机动部队位于日本本土。在圣克鲁斯战役爆发的几周前，美国海军情报局的评估一直是错误的。尼米兹尽管在10月17日向哈尔西发出日军即将发动重大攻势的警告，但他对日军航母的情报是错误的。尼米兹的情报官认为仅有翔鹤和瑞鹤位于南太平洋，飞鹰和隼鹰仍位于日本本土，瑞凤位置不详。但实际上，飞鹰和隼鹰于10月9日就已经抵达特鲁克。这一错误的情报成为盟军在瓜达尔卡纳尔岛以北地区作战的冒险计划的基础。
但美军对日军的行动仍然有所察觉。10月22日，太平洋舰队的情报官经过分析后报告日军将在1-2天内进行大规模军事行动，但进攻方向仍不确定。10月23日，情报官表示，日军在所罗门群岛和新赫布里底群岛附近至少部署了10艘潜艇，并将在2-3日内发起进攻。

### 10月25日前双方的行动
10月21日，“飞鹰”号动力室发生燃烧。经过抢救后，它的最大速度被限制在16节，因此它无法跟上舰队的行进，且只能在强风之下放飞舰载机。次日，“飞鹰”号将3架零式、1架99式和5架97式转移至“隼鹰”号，在“几波”号和“电”号的护送下返回特鲁克。同日，日本陆军将总攻时间从22日延迟至23日，联合舰队向北行驶，至22日中午才重新向南行驶。10月23日，1架PBY发现了前卫部队和1艘航母，哈尔西已经确认日军正位于圣克鲁斯海域。但是，他并没有改变他的计划。日本陆军将总攻时间再度延迟，联合舰队再度北上，以免过早暴露行踪。当日晚，哈尔西在努美阿会见亚历山大·范德格里夫特，并向他承诺给予美军能得到的一切物资。由于进攻亨德森机场的日期延迟至24日，联合舰队再度北上。10月24日凌晨，美军PBY突袭前卫部队，向“筑摩”号投下鱼雷，未取得命中。南云忠一决定违背山本五十六的命令，命令机动部队向北行驶。由于无线电静默，近藤信竹在24日下午才得知这个消息并使前进部队向北行驶。山本五十六对南云忠一十分不满，于2147命令南云忠一和近藤信竹按原计划返回。23:00，联合舰队以26节的航速再度向南行驶。
10月24日12:45，TF-16和TF-17在圣灵岛以北海域会合。根据哈尔西先前的命令，TF-61以23节的航速在圣克鲁斯群岛以北航行。当日晚，日军第2师发起进攻，试图占领亨德森機場，损失惨重。但前線發出错误的戰报「攻占亨德森机场」，日本陆军于25日1：30轉告了山本五十六，他于25日上午派舰队前往瓜島，為陆军输送物资。在盟军的空袭下，“由良”号被击沉，“秋月”号被击伤。尽管陆军地面进攻受挫，联合舰队仍计划于10月25日前往南所罗门群岛附近海域，试图和盟国海军进行决战。

## 战斗历程

### 10月25日
7:30，近藤信竹和南云忠一已经知道日军未能攻占机场，因此联合舰队再度向北行驶以退出美军陆基航空兵的打击圈。
美军于25日上午从圣灵岛出动10架PBY和6架B-17进行侦查。“巴拉德”号水上飞机母舰前往瓦尼科罗岛以支援行动。9：48，马里奥·塞索在沿325度方向飞行时发现前进部队。在摆脱3架零式的进攻后，他报告在325度方向、845公里处发现一支舰队。9：58，沃伦·B·马修发现前卫部队，随后在2架零式的攻击下，他的PBY遭受重创，但没有被击落。然而，“巴拉德”号没有接收到他关于前卫部队改变航线的报告。10：00左右，罗伯特·G·兰普希尔驾驶的PBY报告发现不明舰队，并随后指出这是航母部队。在11：03，他在报告中指出舰队的航向为东南145度，航速25节。
11:19，由于F4F出现故障，威廉·K·布莱尔将飞机降落在“企业”号上。但因降落过程中出现事故，这架F4F将1架SBD撞入大海，并随后撞坏了3架SBD。“企业”号飞行甲板在一段时间内无法使用。11:50，“企业”号收到了兰普希尔的报告。此时日军机动部队位于TF-61西北，距离舰队570公里，距亨德森机场400公里。同样收到报告的哈尔西发出命令：“打击，重复，打击。”为对日军航母发起打击，金凯德下令舰队加速至27节。尽管“大黄蜂”号已经做好战斗准备，金凯德命令执行CAP的“企业”号发起打击。13：36，“企业”号放飞12架SBD，在280度至10度的方向搜寻320公里内的海域。金凯德的计划是：一旦发现目标，“企业”号将放飞16架F4F、12架SBD和7架TBF进行打击；如果未发现目标，让舰载机沿着搜索中线飞行240公里，如果仍未发现日军，那么就返回。
14：08，只有11架F4F、5架SBD和7架TBF起飞，沿287度方向飞行。其中3架F4F未能与其他战机汇合，被迫返回。这只机队由詹姆斯·托马斯中校指挥。14：30，约翰·H·布埃率领的6架B-17轰炸“雾岛”号，均未命中。15：10，布埃报告称前卫部队正向北面行驶，此时日军的航母已经在美军舰载机打击范围之外。但是金凯德认为，只要舰载机按原定计划飞行，就能在17：35返回航母，因此他没有提前召回舰载机。然而实际情况并非如此。托马斯接收到了错误的电报，他以为需要飞行320公里而不是240公里。当他们飞行了320公里而未发现日军时，托马斯下令继续向前飞行，最终他们飞行了450公里，仍未发现日军舰队。攻击编队被迫原路返回，在缺油的情况下进行夜间降落。而“企业”号为回收侦察机，离开了原来的位置，与攻击编队预计的位置偏离约32千米。攻击编队在18：30找到了“企业”号，但在降落时又出现了混乱。此轮攻击中美军损失了1架F4F、4架SBD和3架TBF，2名飞行员丧生。这一天美军损失了2架F4F、7架SBD和3架TBF，但日军未付出任何代价。“企业”号的作战能力被极大程度上削弱。
而在另一面，14:15，基地航空部队在伦内尔岛以东发现威利斯·A·李指挥的TF-64，距机动部队545公里。近藤信竹希望打击这支部队，但由于双方距离过远，南云忠一放弃进攻。14:35，在日军对瓜岛发动5轮空袭后，第2航空战队出动12架零式和12架99式轰炸亨德森机场，但仅仅对主跑道的南面的飞机残骸造成了损伤。第2航空战队没有付出任何损失。在近藤信竹和南云忠一商量次日的作战任务后，19:00，前进部队转向南方；20:00，机动部队转向南方。
美军舰载机返回后，美国陆基空军派遣6架PBY，在325度至350度方向搜寻800公里内的海域。金凯德让“大黄蜂”号做好放飞攻击波的准备。一旦PBY发现日军部队，就出动8架F4F、15架SBD和6架TBF进行打击。

### 10月26日的偵察
10月26日0:01，乔治·特鲁克报告日军舰队距TF-61 300英里。由于距离过远，金凯德被迫取消进攻的命令。0：25，乔治·克鲁特报告向1艘不明重巡洋舰投下鱼雷。实际上他的PBY向“矶风”号投下2枚鱼雷，均未命中。3：00左右，格伦·霍夫曼驾驶的PBY向瑞鹤号投下4枚227公斤炸弹，均未命中。南云忠一迅速下令将甲板上的飞机解除弹药并排除燃气。3：10，成功逃离的霍夫曼发报称“1艘航空母舰和6艘其余舰艇以10节速度向南行驶”。由于日军航母已经被发现，南云忠一命令联合舰队向右转18度，航速提升为24节，准备作战。

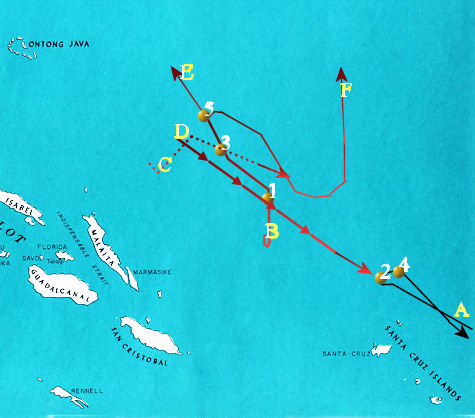
圣克鲁斯战役地图。红线为日本舰队的行动，黑线为美国舰队的行动，有號碼的黄线代表了海战中重要的事件

4：15，“利根”和“筑摩”号放飞7架侦察机向南侦查美军的行动。4：45，机动部队放飞13架零式，搜寻50度到230度方向，480公里距离内的海域。与此同时，日军开始准备执行CAP的22架零式和首轮共计被所需的70架舰载机。美军在3：30从圣灵岛起飞了10架PBY和6架进行上午的例行搜寻。而美军的信息优势被恶劣的通讯条件浪费了，金凯德在5：12才接到有关日军航母的情报。尽管TF-61的其他舰艇在1小时前就已经收到了相关情报，但相关人员认为金凯德也收到了报告，因此没有向金凯德报告。金凯德认为在2小时中，日本舰队可能已经离开了原来的位置，因此他决定在获得更多情报前不对日军发动进攻。
5:12，“企业”号放飞7架F4F执行CAP。随后，“企业”号放飞16架SBD，在235度至0度方向，搜寻200英里内的海域。“企业”号又放飞4架SBD进行反潜。5:20，瑞凤号放飞3架零式执行CAP。5:51，“大黄蜂”号放飞8架F4F执行CAP。美军很快发现了日军。6：17，薇薇安·W·韦尔奇和布鲁斯·A·麦格劳在TF-61西北270千米处发现了前卫部队。他们的报告于6:39被送至金凯德手中，金凯德确信日军并未离去。阿部弘毅迅速下令将航向转为300度，并将航速提升至30节。6：40，霍华德·R·伯内特和肯尼斯·B·米勒发现前卫部队，并向“利根”号投弹，均未命中。伯内特的SBD被防空炮击伤但成功返回。6：45，巴基·李和威廉·E·约翰逊发现了机动部队中的1艘航母。李在6：50报告了它的方位和航速，并在7：00已经发现了3艘航母。在日军发现这两架飞机后，“翔鹤”和“瑞鹤”号分别迅速放飞9架零式和8架零式，同先前“瑞凤”号放飞的3架零式追击这2架飞机。2架零式在670米的高度上追上了2架SBD，均未能将SBD击落，但李已经无法联合其他SBD对航母发动协同进攻。日军的CAP飞机增加至20架。李队长先前发出的电报吸引其他SBD向机动部队飞去。莱斯利·J·沃德和马丁·D·卡莫迪的SBD从东面接近机动部队并试图进行轰炸，但被零式击退。

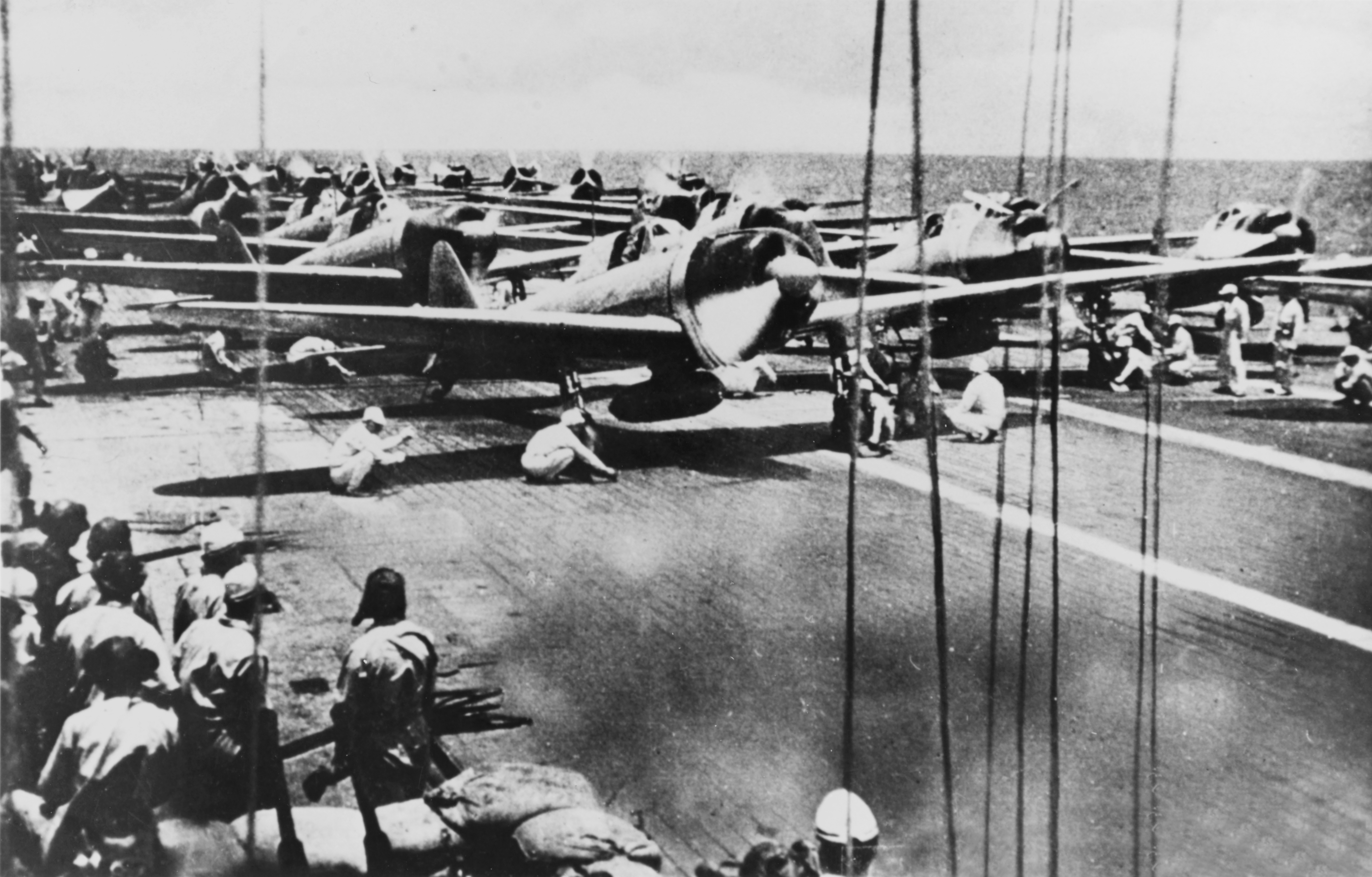
停放在“翔鹤”号航空母舰上的战斗机和俯冲轰炸机准备对美国舰队发起进攻

而在另一边，6：12，沿四线搜索的浮田忠明在110度方向发现了航母。在侦查过程中，他的飞机被“北安普顿”号的雷达发现。6:50，他向机动部队报告：“发现1艘萨拉托加级航空母舰，由15艘舰艇护航，航向125度，距离340千米。”6：58，南云忠一收到这个消息。但是，电信员用错了发电频率，使用了沿一线搜索的飞机的信号频率。尽管如此，南云忠一下令放飞第1轮攻击波。攻击波由从“翔鹤”号起飞的4架零式和20架97式，从“瑞鹤”号起飞的8架零式、22架99式和1架97式，从“瑞凤”号起飞的9架零式和1架97式组成，共计64架舰载机。从“瑞鹤”和“瑞凤”号起飞的97式负责通讯和评估进攻结果。村田重治是此次进攻的总指挥并直接指挥鱼雷机队，高桥定指挥俯冲轰炸机队，白根斐夫和日高盛康指挥战斗机队。7:30，鱼雷机队率先离开；7:40，俯冲轰炸机队离开，并迅速追上了鱼雷机队。近藤信竹命令前卫部队向前行驶以拦截并同美国舰队交战，并命令前进部队以最大速度前进，使得“隼鹰”号的舰载机也可以对美军发动空袭。但由于中途岛战役中侦察机的表现不尽人意，南云忠一不完全相信侦察机的侦查结果。因此，“翔鹤”号放飞2式侦察机沿140度方向确认侦查结果。侦察机发现了美军的航母，但由于无线电发射机故障而无法传递情报，因此它被迫飞回机动部队传达侦查结果。

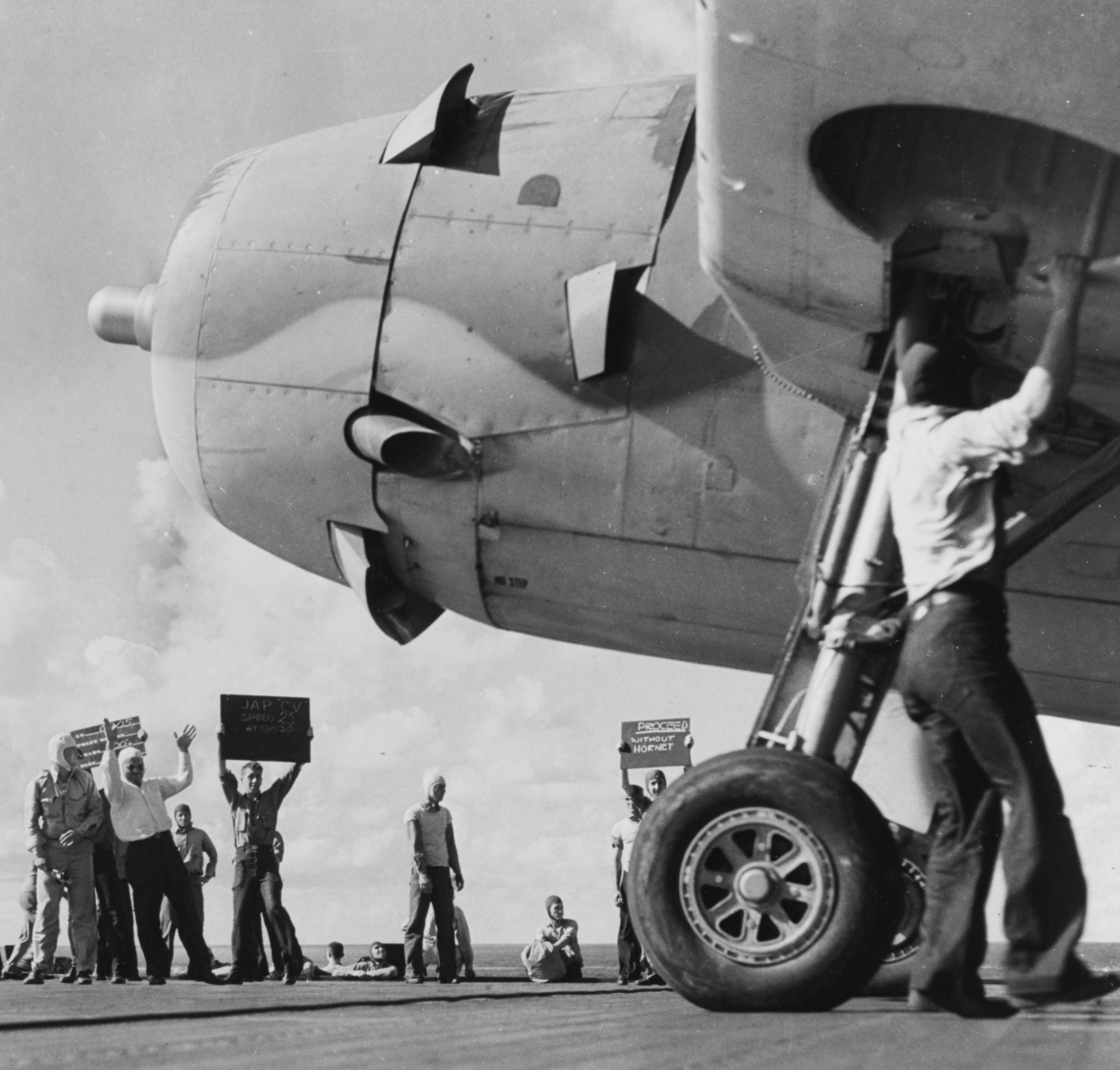
停放在“企业”号航空母舰上的TBF准备对联合舰队发起进攻

在美军侦察机发现日军航母后，金凯德立即命令“大黄蜂”号和“企业”号放飞攻击波。7:08，TF-61转向330度并加速至27节。“大黄蜂”号率先放飞攻击波。威廉·J·韦德赫姆率领15架SBD，由亨利·桑切斯指挥的4架F4F护航；埃德温·B·帕克率领6架TBF，由约翰·C·鲍尔的4架F4F护航，总计29架舰载机，于7：32至7：43起飞。7:55，完成整队的飞机沿着300度方向飞行。7:47，“企业”号转向顺风方向，放飞第2轮CAP飞机，由11架F4F组成。“企业”号随后也放飞了一轮攻击波，由乔治·G·埃斯蒂斯指挥的3架SBD、杰克·柯莱特指挥的8架TBF和吉米·弗拉特利指挥的8架F4F组成，理查德·K·盖恩斯负责评估战斗结果，总计20架舰载机。8:00，完成整队的飞机沿着304度方向前进。“大黄蜂”号在8：10前放飞了第2轮攻击波，由沃伦·福特和乔克·萨瑟兰指挥的7架F4F、约翰·J·林奇指挥的挂载454公斤炸弹的9架SBD、沃德·F·鲍威尔指挥的挂载227公斤炸弹的9架TBF组成，沃尔特·F·罗迪负责评估战斗结果，总计26架舰载机。8:10，完成整队的飞机沿着305度方向前进。尽管金凯德命令“企业”号的舰载机应和“大黄蜂”号的舰载机共同行动，但“企业”号的飞行员在起飞前被要求不和“大黄蜂”号的舰载机会合。8:40，由乔治·D·威尔斯驾驶的TBF从“企业”号上起飞。这是美军当日放飞的最后1架用于攻击的飞机。

### 美军空袭：“瑞凤”“翔鹤”“筑摩”受损
日军清空航母飞行甲板后，来自前卫部队的侦察机和佐藤正夫的零式降落在航母上，执行CAP的零式下降至21架。7：40，斯托克顿·斯特朗和查尔斯·欧文的SBD在未被雷达和零式发现的情况下在飞抵“瑞凤”号上空。他们认为他们发现的是翔鹤级航空母舰，因此从4000米的高度对它进行俯冲并投掷2枚227公斤炸弹，全部命中飞行甲板的后部。飞行甲板被炸开直径15米的大洞，3架零式被炸毁，阻拦索损坏。这导致瑞凤号无法起降飞机。在被由吉村弘指挥的3架零式追击70公里后，二人成功逃脱，并利用萨奇剪战术击落了中上乔驾驶的零式。
“瑞凤”号受损后，日军对飞机的加油迅速停止，加油车被推入海中。7:54，4架97式降落在“瑞鹤”号上，其中2架被用于新一轮的作战。由于鱼雷装弹速度较慢，且担心中途岛海战的遭遇重演，南云忠一决定不等待“瑞鹤”号作业完成，先派遣“翔鹤”号的舰载机发起进攻。8：10，“翔鹤”号放飞由新乡英城指挥的8架零式和由关卫指挥的19架99式，以及3架执行CAP的飞机。8:18，攻击波整队完成并飞向美军。由于“翔鹤”号甲板再度被清空，2架97式降落在“翔鹤”号上。与此同时，在近藤信竹的命令下，前进部队沿70度方向以24节的速度前进，试图缩短和美军的距离。前卫部队也分为两只：第8战队和2艘驱逐舰位于东南方向，由原忠一指挥，其余舰艇仍直接由阿部弘毅指挥。
8：30，村田重治的攻击编队和韦德赫姆的攻击编队互相发现对方，双方向母舰示警。而位于更高高度的高桥定和白根斐夫没有发现美军飞机。8：40，日高盛康在发现“企业”号攻击编队后，利用高度优势，率9架零式从4000米的高度俯冲而下，从美军飞机后方并发起进攻。分队长杰克·科莱特和约翰·M·里德的TBF被当场击落，理查德·K·巴顿驾驶的TBF右侧机翼着火，液压系统损坏，被迫返航。高木静太的零式被击落，但他在坠毁前设法击中马文·D·诺顿的飞机的右机翼。诺顿的F4F受到重创并被迫返航。
美军战斗机终于发现突袭的日军，并抛弃副油箱，准备战斗。威利斯·B·雷丁的F4F释放副油箱时出现故障并迅速下坠，但最终没有坠毁。松本善平在完成一轮进攻后绕道TBF前面对其进行攻击。他的零式遭到拉塞尔·L·雷泽尔率领的3架F4F的攻击，并被击落。1架零式试图从下方进攻TBF机队，但暴露在查尔斯·E·辛尼曼的F4F机枪下，并被击落。随后，6架零式和4架F4F爆发空战。阿尔伯特·E·米德和约翰·A·莱普拉击落1架零式，但随后遭到6架零式集火，米德和莱普拉的F4F相继被击落，但米德成功跳伞。随后，威利斯·B·雷丁和罗利·E·罗德斯的F4F遭到零式的攻击。他们试图用萨奇剪刀战术击落零式，但是失败了。罗德斯的F4F被击落，但他成功在低空跳伞；雷丁的F4F则遭到重创，由于零式弹药不足未被击落。在整场空战中，日军4架零式被击落，美军3架F4F和2架TBF被击落，2架TBF和1架F4F受重创，被迫返回“企业”号维修。剩余的TBF由麦克唐纳·汤普森指挥。美军共5名飞行员阵亡，日军共4名飞行员阵亡。由于缺乏燃油和弹药，日高盛康带队返回航母，而非为村田重治的雷击队护航。“企业”号攻击编队仅剩下4架F4F、3架SBD和4架TBF进行进攻，但村田重治的雷击队只剩下4架零式保护。
8:40，“翔鹤”号的雷达侦察到西南方向约125千米处有不明飞机。这是“大黄蜂”号的第1攻击编队。此时舰队上方共23架零式执行CAP。冈本茂率领3架零式飞往前卫部队，剩余20架零式分布在不同的高度以抵御俯冲轰炸机和鱼雷机的空袭。南云忠一试图让舰队向北航行以和美军飞机保持尽可能远的距离，但“瑞鹤”号需要利用东南风放飞舰载机，因此“瑞鹤”号和2艘驱逐舰与机动部队分离并放飞攻击波。9:00，瑞鹤号放飞由今滋宿一郎指挥的16架97式和重见胜马指挥的4架零式组成的第2轮攻击波。在这期间，2架PBY进行了侦查。埃诺斯·J·琼斯发现“1艘大型运输船，由2艘驱逐舰护航”，3架97式将PBY驱离航母；乔治·F·普洛斯发现了机动部队。但他和琼斯发出的情报直到下午才被金凯德收到。
8：50，韦德赫姆发现第8战队，但他继续向前飞行。9:10，他已经发现了前卫部队的其余舰艇。3架零式从后方向为SBD护航的4架F4F攻击。菲尔·索萨的F4F迅速右转爬升，但仍遭到冈本茂的零式的机枪扫射而遭到重创。硕一雄的零式迅速掠过编队，对汤姆·约翰逊的F4F扫射并将其击落，但他的零式暴露在索萨的视线中，并被索萨击落。牧正直的零式向威廉·罗伯茨的F4F扫射，罗伯茨受重伤，飞机遭重创。2架零式在1轮攻击后撤离。随后，2架零式发现位于较低高度的4架F4F和6架TBF，并再度发起突袭，击落鲍尔的F4F，但冈本茂的零式被击落。幸存的零式返回并降落在“隼鹰”号上。在此轮空战中，2架零式和2架F4F被击落，2架F4F被重创。日军成功将护航的战斗机引开，并使攻击编队的15架SBD和6架TBF分离。

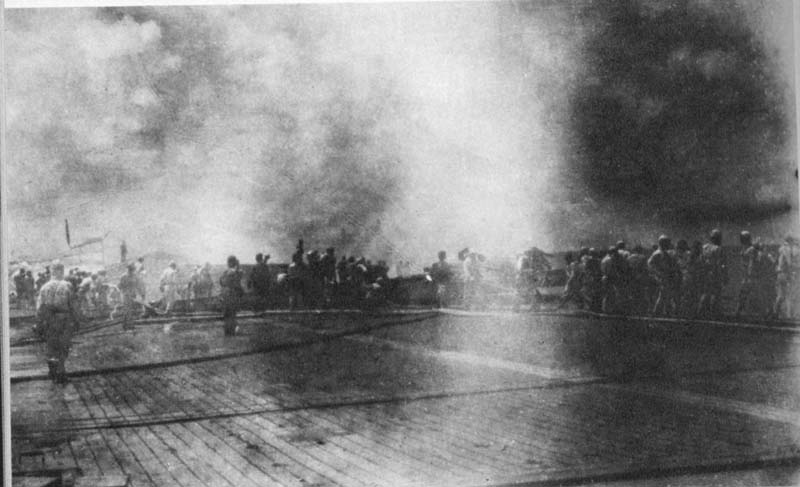
美军攻击后，“翔鹤”号的损管人员在扑灭大火

为躲避攻击，韦德赫姆下令转向345度方向，这恰好是朝着机动部队的方向。但帕克编队继续沿着300度方向前进。在继续飞行40公里后，韦德赫姆发现了1艘大型航母和1艘冒着浓烟的小型航母。他迅速发报：“345度方位有新发现。”他们发现的是“翔鹤”号和“瑞凤”号，“瑞鹤”号由于躲入云中未被美军发现。9：13，韦德赫姆下令发起进攻。SBD机群以4架飞机为一组，排成菱形向航母靠近。大森茂高率领的4架零式率先对SBD编队实行拦截。韦德赫姆的SBD将大森茂高的零式击落，并成功阻止大森茂高的撞机企图。随后来自“瑞鹤”号的5架零式对SBD发起拦截并使得SBD的高度不断降低。菅野胜男的零式冲入SBD机群，但由于速度过快，飞机凌空解体。在日军持续的攻击下，韦德赫姆和Phil Grant的SBD被击落，但韦德赫姆成功在水上迫降。Kenneth B. White和Clayton Evan Fisher的SBD严重受损并放弃投弹。进攻的指挥权交给詹姆斯·E·沃斯。
10架SBD在沃斯的率领下于9：27向“翔鹤”号投弹。“翔鹤”号躲过最先投下的4枚炸弹，但很快就被4枚454公斤炸弹命中。“翔鹤”号飞行甲板损坏，中、后部升降机损毁，2门127毫米高射炮被炸毁，总计130人死亡。停在航母上的2架97式中1架被炸毁，1架幸存。但是，“翔鹤”号机库甲板以下的部位未遭到任何损伤，因此它仍可以以31节的速度行驶。斯坦利·R·霍尔姆的SBD无法向“翔鹤”号投弹，因此向“照月”号投弹并命中1枚近失弹。尽管日军击伤数架SBD，剩余的13架SBD均成功返回TF-61。
但其他飞机未能发现航母，因此纷纷对前卫部队发起攻击。9:20，林奇指挥的SBD飞越第8战队。林奇没有接到韦德赫姆的信息。他认为，如果提前20分钟出发的韦德赫姆都没有发现日本航母，他们一定位于攻击范围之外。因此，林奇决定对这2艘重巡洋舰发起进攻。9架SBD和3架F4F飞向“筑摩”号，但帕威尔的9架TBF和护航的2架F4F继续沿原方向飞行。美军开始投弹。9：26，1枚454公斤炸弹命中“筑摩”号舰桥左舷，炸毁主炮指挥仪并对舰桥上的人员造成重大损伤，舰长古村启蔵耳膜破裂，副舰长阵亡。9:31，1枚454公斤炸弹命中舰艇右舷前部的背负式炮塔，古村启藏迅速下令发射所有鱼雷以避免殉爆。

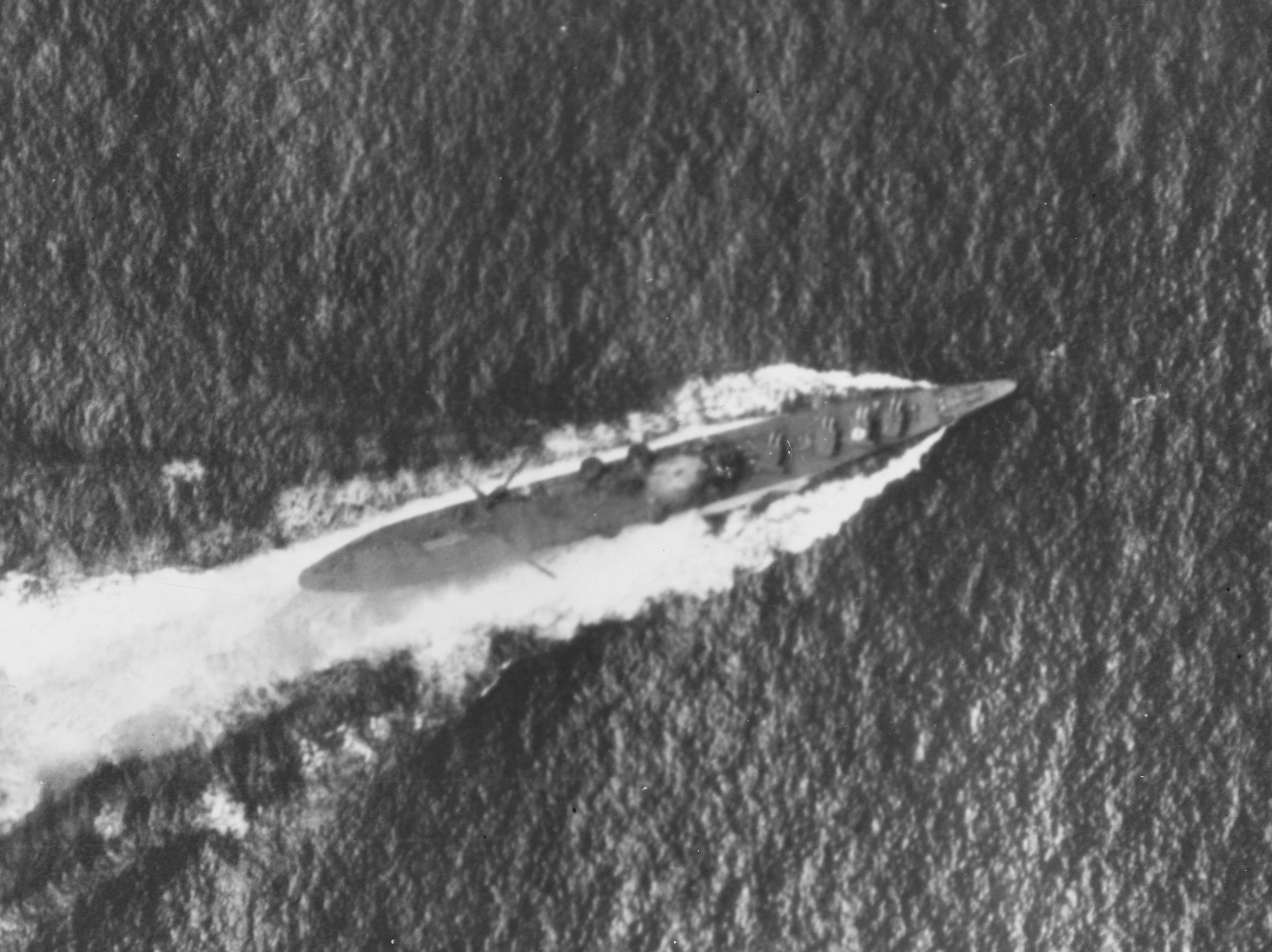
筑摩号遭受轰炸，1枚454公斤炸弹直接命中筑摩号的舰桥

在“企业”号攻击编队发现第8战队之后，汤普森指挥的TBF向前卫部队其余舰艇所在方向飞去，而埃斯蒂斯指挥的SBD穿入云中并和TBF分离。汤普森接收到韦德赫姆关于发现航母的信息。不知道韦德赫姆已经转向北方。因此，由于未发现航母，他决定向前卫部队投弹。9：37，4架TBF从“铃谷”号的左舷方向逼近重巡洋舰并投放鱼雷。只有2架TBF成功放下鱼雷，“铃谷”号向右转弯并成功躲过；1架TBF飞至巡洋舰右舷并再次投雷，但也被“铃谷”号躲过。而埃斯蒂斯指挥的SBD从云中穿出后未能发现目标，因此返回轰炸第8战队。3架SBD向“筑摩”号投弹，取得1枚近失，1枚直接命中。“筑摩”号的右舷被炸开1个大洞，1个锅炉房被水淹没。
帕克也没有接收到韦德赫姆的信息，因此他指挥的6架TBF没有发现航母，而燃油即将耗尽。因此帕克决定进攻前卫部队的战列舰，但是在返程时未发现战列舰，因此向第8战队的“利根”号投弹。9:51，6架鱼雷机分为2组从“利根”号两侧发起进攻，但均未命中。与此同时，执行CAP的伊藤纯二郎和高山孝发现了帕威尔指挥的9架TBF和2架F4F。伊藤纯二郎的零式从TBF机群中穿过，但随后掠过机群的高山孝的零式被乔克·萨瑟兰的F4F击落。随后帕威尔发现了“筑摩”号，并向其投弹。1枚227公斤炸弹命中船尾后部的鱼雷发射器，使其燃起大火并摧毁了弹射器上的1架水上侦察机，但由于鱼雷已被发射，没有引发殉爆。1架TBF首轮投弹失败，因此再次俯冲并向驱逐舰投弹，未能命中。“筑摩”号共被4枚454公斤炸弹、1枚227公斤炸弹命中。11：08，在2艘驱逐舰的护送下，“筑摩”号退出战斗，前往特鲁克进行维修。
美军此轮空袭中直接损失了5架F4F、2架SBD和2架TBF，出击的27架SBD、24架TBF和24架F4F中仅10架SBD突破拦截并向航母投弹。日军共9架零式被击落，1架迫降于水面。

### 机动部队空袭“大黄蜂”号
8：11，金凯德向TF-16宣布，他认为特混舰队已经暴露。8：30，特混舰队接到桑切斯发送的电报：“准备应对攻击。”莫里通过对无线电信号的分析推断日军正从275度方向接近，并在8：43告诉了金凯德。金凯德认为“企业”号位于日军进攻轴线上，因此告知莫里，“企业”号将负责整个TF-17的CAP。此时7架F4F位于在TF-16上方，4架F4F位于TF-16和TF-17之间。8架F4F位于“大黄蜂”号上空。为节约燃油和氧气，约翰·格里芬将战斗机全部部署在3000米的高度。他认为雷达会给予他们足够的时间反应，且他不清楚TF-16尚未被日军发现。TF-16的CAP飞机增加至22架，其中11架位于3000米的高度，11架位于雷达探测到的高度；TF-17的CAP飞机增加至15架。但“企业”号和“大黄蜂”号的雷达未发现日军的踪迹。
8：41，“北安普顿”号的CXAM雷达在295度、110公里处侦察到不明飞机。这个消息通过旗语被传给了“大黄蜂”号，但是负责CAP的格里芬未接收到这个消息。此时TF-17已经排成了防空队形：“彭萨科拉”和“北安普顿”号分别位于航母的左舷和右舷，“圣迭戈”和“朱诺”号分别位于航母的左舷和右舷，“莫里斯”“马斯汀”和“休斯”号位于航母前方，“巴顿”“安德森”和“拉塞尔”号位于航母后方。8：53，村田重治发现了“大黄蜂”号，并发出命令：“展开攻击队形。”此时由8架零式护航的21架俯冲轰炸机位于5200米的高度，4架零式护航的20架鱼雷机位于4250米的高度，另外8架零式位于6400米的高度。8：55，“大黄蜂”号的雷达才侦查到65公里外即将来袭的日军飞机，随后“企业”号也侦察到了这些飞机。TF-16迅速将爱德华·W·赫塞尔率领的8架F4F派往TF-17。他认为3000米的高度是肯定不够的，因此开始率队爬升。随着形势恶化，“大黄蜂”号CAP指挥官弗莱明派遣7架F4F阻击日军，但由于高度不够，他们没能及时参与进攻。8:58，水木德信发出命令：“全军突击。”
高桥定将21架99式分为3个分队，分别由高桥定、津田俊夫和石丸丰指挥。8架零式位于更高的高度进行护航。村田重治将鱼雷机分为2个分队：他率领的11架97式和4架零式从南面进攻，鹫见五郎率领的9架97式从北面进攻。8：59，“大黄蜂”号的F4F发现了日军的99式。赫塞尔率领的8架F4F爬升到足够的高度从正面对俯冲轰炸机分队发起进攻。汤姆·J·加拉格尔的F4F向西森俊雄的99式扫射，并将其击落。赫塞尔向高桥定的99式扫射，导致高桥定飞机失控，无法投弹。克劳德·R·菲利普斯向土屋嘉意的99式扫射并将其击伤，但随后他的F4F被零式重创，被迫退出战场；约翰·R·富兰克林的F4F遭到零式的围攻并被击落。随后进攻的4架F4F中，乔治·L·温恩试图和零式交战，但由于飞机失速而失去主动权，并被零式赶走；肯尼斯·C·基克霍夫击落1架零式；杜邦·兰德里的F4F被零式击落，随后零式将基克霍夫驱离。共计3架F4F和3架97式被击落，3架97式被重创，高桥定放弃投弹。高桥定驾驶的座机在飞行6个小时之后迫降在海面上。
津田俊夫分队仍有6架99式完好无损，并率先发起进攻。他们和位于较低高度的7架F4F相遇。其中3架F4F没有发现日军，剩余的4架F4F向土屋嘉意的99式开火。99式冒起黑烟，但继续向下俯冲，未取得战果。为应对日军的空袭，TF-17提速至28节，并在9：03转向40度方向。9：09，“大黄蜂”号和其他舰艇的127毫米舰炮开始在9600米的距离对日机开火。9：10，99式从1600米的高度开始俯冲。津田俊夫的99式率先投弹，未能命中。随后富樫胜介的99式投下250公斤半穿甲弹，命中飞行甲板右侧80号肋骨处并穿透3层甲板，在72号肋骨处的船员餐厅（A-310-1LM舱室）爆炸。随后北村一郎的99式投弹，未能命中，飞机被防空炮击中并坠毁在航母右舷约9米处。随后岛田阳三的99式投弹，命中飞行甲板151号肋骨的中心线右侧6米处，炸开2×3.5米的大洞，但是甲板下方结构没有明显损坏，仅有少量弹片穿透机库甲板和第2层甲板进入D-302-1LM舱室。1架被吊起的SBD坠落在机库甲板上。这架99式随后被20毫米机关炮摧毁。平山繁树的99式绕向航母左舷投弹，命中155号肋骨处中心线右侧，并穿透4层甲板后爆炸。矢野正一的99式也绕向航母左舷投弹，未能命中。
与此同时，村田重治也发起进攻。但由于“大黄蜂”号转向东北并以船尾对准村田重治分队，鱼雷机无法取得良好的进攻位置。护航的4架零式中，堀口春次被基克霍夫受损的飞机吸引而向其进攻；剩余3架零式和2架F4F爆发空战，半泽行雄的零式和乔治·福马内克的F4F被击落。村田重治率领的3架97式先发起攻击，在90米的高度上逼近航母。松岛正的97式在距离航母1350米时投雷，随后被击落；村田重治和川村善作的97式逼近至900米进行投雷，在撤退时，村田重治的97被击落。“大黄蜂”号迅速向右舷转弯以躲避来袭的鱼雷。9：15，1枚鱼雷命中“大黄蜂”号的前机舱附近并炸开直径1米的大洞，前机舱和2个锅炉房被水淹没被水淹没。20秒后，第2枚鱼雷命中“大黄蜂”号后部的防空舱。“大黄蜂”号失去动力并向右舷倾斜10.5度。随后，铃木武雄率领的3架97式从“安德森”号后方飞过，向“大黄蜂”号投雷，均未命中。冈崎行男的97式被20毫米机关炮击落。最后5架97式的进攻角度更差。茶田正信率领的3架97式向“大黄蜂”号投雷，均未命中，儿玉清三的97式被击落；中井留一的97式越过“北安普顿”号后，发现难以进攻航母，因此向“彭萨科拉”号左舷投雷，未命中；小林方彦的97式试图从右舷向“北安普顿”号投雷，被防空炮弹命中坠入30米外的水中。
高桥定分队被飞机失控的高桥定带领向北飞行。铃木敏夫随后接过指挥权，并率领剩余的6架99式从北面向航母发起进攻。他们随后和斯坦利·维塔萨率领的4架F4F爆发遭遇战。西森俊雄的99式由于受损而率先俯冲，迅速被维塔萨击落。但剩余5架99式得以从3650米的高度向“大黄蜂”号左舷发起俯冲。4架99式向“大黄蜂”号投弹，均未命中，没有99式被击落。佐藤茂行的99式被防空炮弹击中并着火，但它保持俯冲的状态并于9：14撞上了“大黄蜂”号的舰岛，随后反弹到飞行甲板上并将飞行甲板撞穿，燃烧着的航空燃油蔓延到了信号甲板上。但飞机携带的250公斤炸弹没有爆炸。石丸丰分队只剩下4架99式。石丸丰分队试图从南面对“大黄蜂”号俯冲，但和3架F4F相遇。石丸丰的99式被阿尔伯特·D·波洛克的F4F重创，1架99式被击落。1架受损的99式向航母投弹，但未能命中。这架99式从航母右舷上方飞过，在“北安普顿”号上空调转方向，并撞向“大黄蜂”号。在撤退时，石丸丰分队和另一批F4F相遇，只有石丸丰的99式得以撤离。
鹫见五郎率领9架97式从北面进攻，遭到4架F4F的拦截。唐纳德·戈登和杰拉德·V·戴维斯向鹫见五郎的97式开火并将其击落。秋山弘志接过指挥权，但他的97式被麦克格雷格·基尔帕特里克攻击，尾炮手阵亡。秋山弘志降低高度试图躲避攻击，但被戈登击落。乔治·雷恩的F4F穿入97式编队中，对铃木胜的97式开火并将其重创，尾炮手阵亡。雷恩随后向佐野刚也的97式开火并将其击落，佐野刚也试图撞向“朱诺”号，未能成功。随后，由于防空炮开始开火，F4F停止攻击。在行进过程中，三森义雄的97式被“莫里斯”号击落。剩余4架97式向“大黄蜂”号投雷，但均未命中。9：20，幸存的日本飞机离去，失去动力的“大黄蜂”号在水面上燃烧。在日军撤退时，完成侦察的伯内特将三宅达彦的97式击落。
在此次进攻中，共3架零式、11架99式、10架97式被击落。在返程时有2架零式、6架99式和6架97式在水面上迫降，只有7架零式、4架99式和4架97式成功返航。美军有6架F4F被击落，4名飞行员死亡。在“马斯汀”“罗素”和“莫里森”号的灭火设备的援助下，“大黄蜂”号的火势在10：00得到控制，伤员从航母上撤离。

### 机动部队空袭“企业”号
空袭结束后，受損或燃油耗盡的戰鬥機和偵察機開始在“企業”號上降落。至9：48，20架用于侦查和反潜的SBD和7架F4F降落在航母上。9：49，金凯德向哈尔西发报：“‘大黄蜂’号受损。”哈尔西回复：“从可以进行快速并有效的进攻的位置发起进攻。我们必须把我们所拥有的一切都发挥到极致。”“企业”号于10：00中止回收飞机。此时“企业”号的CAP仅有8架F4F，共10架F4F停在甲板上加油。未回收的飞机被迫在海面上迫降，驱逐舰对落水的飞行员进行营救。9:59，迪克·巴顿驾驶的严重受损并携带鱼雷的TBF试图降落在航母上，但被相关人员制止。10:01，巴顿的TBF迫降在“波特”號前方1400米处。在“波特”号营救机组人员时，1条鱼雷向驱逐舰飞速靠近。2架F4F向鱼雷扫射，但未能将其引爆。10：04，鱼雷命中“波特”号锅炉房中部的横舱壁并爆炸，“波特”号锅炉房被淹没并失去动力。美军认为这枚鱼雷是日军潜艇发射的，因此“肖”号前往潜艇可能出现的海域并扔下8枚深水炸弹。10：20，“南达科他”号、“康宁厄姆”号和“史密斯”号的127毫米火炮向3600米外的疑似潜艇的物体开火并将其击沉，但“普雷斯顿”号的船员发现这是马文·D·诺顿的TBF。“普雷斯特”号被迫在躲避炮弹的同时营救诺顿。
在机动部队的首轮攻击波结束攻击并返航时，1架飞机于9:20发现了从暴雨中驶出的TF-16，并向联合舰队报告了“企业”号的方位：20度方向，距离“大黄蜂”号25公里，航速24节，向0度方向行驶。9:27，南云忠一发报：“可能存在2艘航母，其中1艘尚未被发现，位于‘萨拉托加’号南面，方位大致为南纬8度35分，东经166度45分。”9:37，1架侦察机发现了“企业”号并确认了它的方位：南纬8度37分，东经166度37分。9:30，“北安普顿”的雷达发现315度方向122公里处有不明飞机。9:45，“南达科他”号发现325度方向88公里处有不明飞机，并发出警戒信号。“企业”号的雷达直到9:53才发现70公里外的飞机。关卫认为“大黄蜂”号即将沉没，因此带领着他的中队向东继续飞行，很快在发现30公里外的TF-16。
此时，“企业”号的CAP飞机处于不佳的位置：8架F4F位于3000米高度，13架F4F位于较低的高度。更致命的是，“企业”号的飞行甲板和机库甲板上还有10架SBD正进行加油和挂弹。金凯德将TF-16航向调整为235度，使日军从“企业”号舰尾方向进攻以降低命中率。“南达科他”号被部署在“企业”号后方2500码处，“康宁厄姆”号取代了原先“波特”号和“肖”号的位置。而格里芬将大部分战斗机分配在TF-16的东北面。他由于不清楚日军来机的高度，没有命令F4F进行爬升。关卫将19架99式分为3组，依次为7架、7架、5架，分别由关卫、有马敬一、山田昌平指挥。

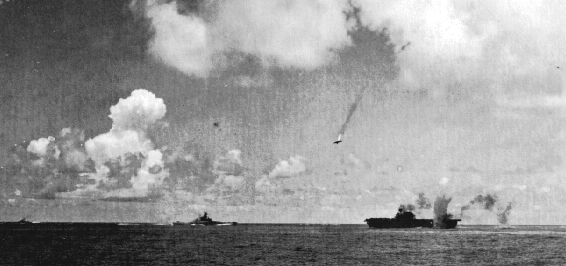
1架99式（中）在攻擊“企業”號（右下）時中彈墜毀。“企业”号正冒着滚滚黑烟。南达科他号位于图片中下部

10：15，俯冲轰炸机在4900米的高度发起进攻。由于6000英尺的高度上有云层遮挡，“企业”号直到99式穿出云层才对日军开火。关卫分队率先俯冲并从右舷进攻，未取得战果，关卫、板谷敏见、染野文雄、弘兼五一的99式被击落。随后有马敬一分队从“企业”号尾部接近航母并进行俯冲。有马敬一的99式投下炸弹，命中距船首6米的飞行甲板中央。炸弹穿过飞行甲板，从前甲板穿出并在半空爆炸，未对航母造成较大损伤。1架SBD被炸飞，1架SBD被推走以进行灭火。1分钟后，1枚250公斤半穿甲弹命中1号升降机后方3米处。炮弹命中横梁并被分成两半，随后发生了两次爆炸：一块炸药炸穿了机库甲板并引燃3架SBD，总计6架SBD被推到一旁以避免爆炸；一块炸药在第3层甲板处爆炸，炸毁军官宿舍。通往1号升降机的坑道发生火灾，导致1号升降机无法使用。
只有山田昌平分队遭到了F4F的拦截。爱德华·费特纳和莫里斯·N·威肯多尔驾驶的F4F 发起攻击，击落1架99式。10：20，山田昌平分队进行俯冲。在俯冲过程中，2架99式被F4F击落。1架99式投下的炸弹在右舷四分之一处的水线下方爆炸，炸开宽0.9米、长15米的大洞。“企业”号主涡轮机轴承损坏，3个燃料库破裂，1架SBD被炸翻，1架SBD撞入20毫米机关炮的炮廊。这架取得命中的飞机随后被理查德·Z·休斯击落。最后俯冲的2个分队的12架99式中有6架被击落。在此次袭击中，美军击落10架99式，2架飞机在返程时被迫在海面上迫降。美军共1架F4F、9架SBD被击毁，44人死亡。但是，只有最后一枚近失弹对“企业”号的影响是较致命的。
10：35，“企业”号发现东南方向有大量飞机飞来。格里芬命令11架F4F爬升高度以应对下一轮的进攻，14架F4F停留在较低的高度。10：38，日军在3950米的高度发现了TF-16。今滋宿一郎本人率领8架97式从右舷进攻，梼原正幸率领8架97式和4架0是从左舷进攻。今滋宿一郎率先发起进攻，但他的座机在10：46被F4F率先击落。河田忠义的97式向“企业”号投雷，未能命中。随后伊东徹率领的3架97式向“企业”号右舷舰首投雷，全部命中“波特兰”号，但是没有爆炸。铃木重藏率领的2架97式由于没有良好的进攻航母的位置，因此向“南达科他”号靠近。汤川辰雄的97式投雷，未能命中；铃木重藏的97式被高射炮击中并着火，坠毁在距战列舰180米外的海域。
梼原正幸的8架97式在下降高度时遭到了2架F4F的伏击。1架97式被击落，木口资雄的97式被重创，1架被迫放弃攻击。6架97式从云层中穿出，从航母的尾部发起进攻。木口资雄的97式向“史密斯”号发动自杀式攻击，于10:48撞中了“史密斯”号舰桥前方的2号炮塔，机身继续向前并击中1号炮塔。燃烧的汽油引爆了鱼雷，并使驱逐舰燃起大火。为防止“企业”号和“史密斯”号相撞，“企业”号在躲过伊东徹小队的鱼雷后转向左舷。就在此时，川畑小吉的97式向“企业”号的死角投下鱼雷。鱼雷距离航母800码的时候才被美军发现。“企业”号迅速转向右舷，成功躲过鱼雷。川畑小吉的9式随后被28毫米高射炮击落。“史密斯”号驶入“南达科他”号大型喷消系统的水柱中并扑灭了大火，随后它驶回原位，用剩余的防空炮向鱼雷机开火。
剩余的5架97式试图找到良好的雷击位置，而“企业”号的舰员试图让船尾朝向鱼雷机以降低被命中的概率。5架鱼雷机中有1架被防空炮击落，4架向航母左舷尾部投雷，均未命中。日军的进攻在10:52结束，2架97式在撤离战场时被F4F击落。此轮袭击中，日军16架97式中的9架被击落，共有9架97式投下鱼雷，但均未取得命中。在扑灭甲板上大部分的火焰后，“企业”号于11：15开放飞机降落。然而，由于“隼鹰”号的攻击波即将到来，只有少数飞机在此时降落。
由于“波特”号失去动力，而拖航又过于危险，金凯德命令凿沉“波特”号。10:55，“波特”号的船员开始被转移至“肖”号。12:08，“肖”号在较近的距离向“波特”号发射2枚MK15型鱼雷，全部命中，但均未爆炸。随后“肖”号向“波特”号发射50枚炮弹，将它击沉于08°32′S 167°17′E / 8.533°S 167.283°E海域。

### “隼鹰”号空袭“企业”号

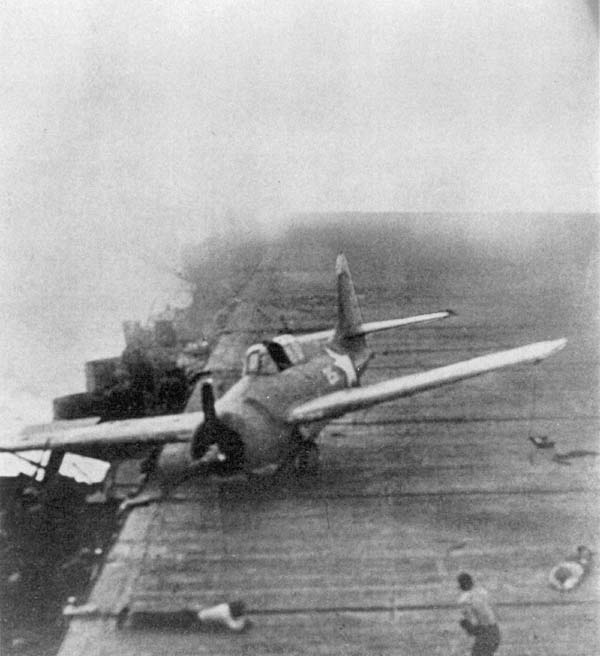
“企业”号正进行猛烈的机动以躲避来自“隼鹰”号的99式的进攻，1架位于飞行甲板上的F4F发生了滑动

在角田觉治得知美军航母距离“隼鹰”号530公里时，他下令“隼鹰”号全速向东南前进。“隼鹰”号冲出了护航舰艇的护航圈，其余的驱逐舰花了1个小时才追上航母。9：05至9：14，“隼鹰”号距“企业”号仅450公里，并放飞第1轮攻击波。该轮攻击波由志贺淑雄指挥的12架零式和山口正夫指挥的17架99式组成。在机动部队和前进部队会合前，“隼鹰”号已经做好了下一轮进攻的准备。而“企业”号的情况越发严峻。执行CAP的飞机下降到18架，燃料和弹药即将耗尽。10:40，志贺淑雄发现了失去动力的“大黄蜂”号，但未对其进行攻击。10:58，“企业”号的CXAM雷达罢工，格里芬只好命令执行CAP的飞机向航母靠拢。11:01，“南达科他”号侦查到西北70公里处有不明飞机，但格里芬没有收到相关消息。11:10，“波特兰”号侦察到了不明飞机，但金凯德认为这是美军的飞机。
11:15，“企业”号的雷达重启后发现30公里外有大量不明飞机。此时执行CAP的F4F已经没有足够时间反应。11：21，攻击波飞抵TF-16上空。俯冲轰炸机被分为1个8机编队和1个9机编队，分别由三浦尚彦和山口正夫指挥。8机编队率先在没有被F4F拦截的情况下俯冲，但由于云层的阻挡，他们只能以45度的俯冲角轰炸“企业”号，这加大了他们被防空炮命中的概率。三浦尚彦、Yabuki Katsuyoshi和Kataoka Yoshiharu的座机被率先击落。本村昌富驾驶的99式投下的炸弹命中“企业”号左舷距离舰首不到3米的地方，并随后撞穿甲板飞入大海后爆炸，导致船体外壳出现凹陷并破损，控制1号升降机的机械设备被摧毁。剩余的4架飞机均未能取得命中。

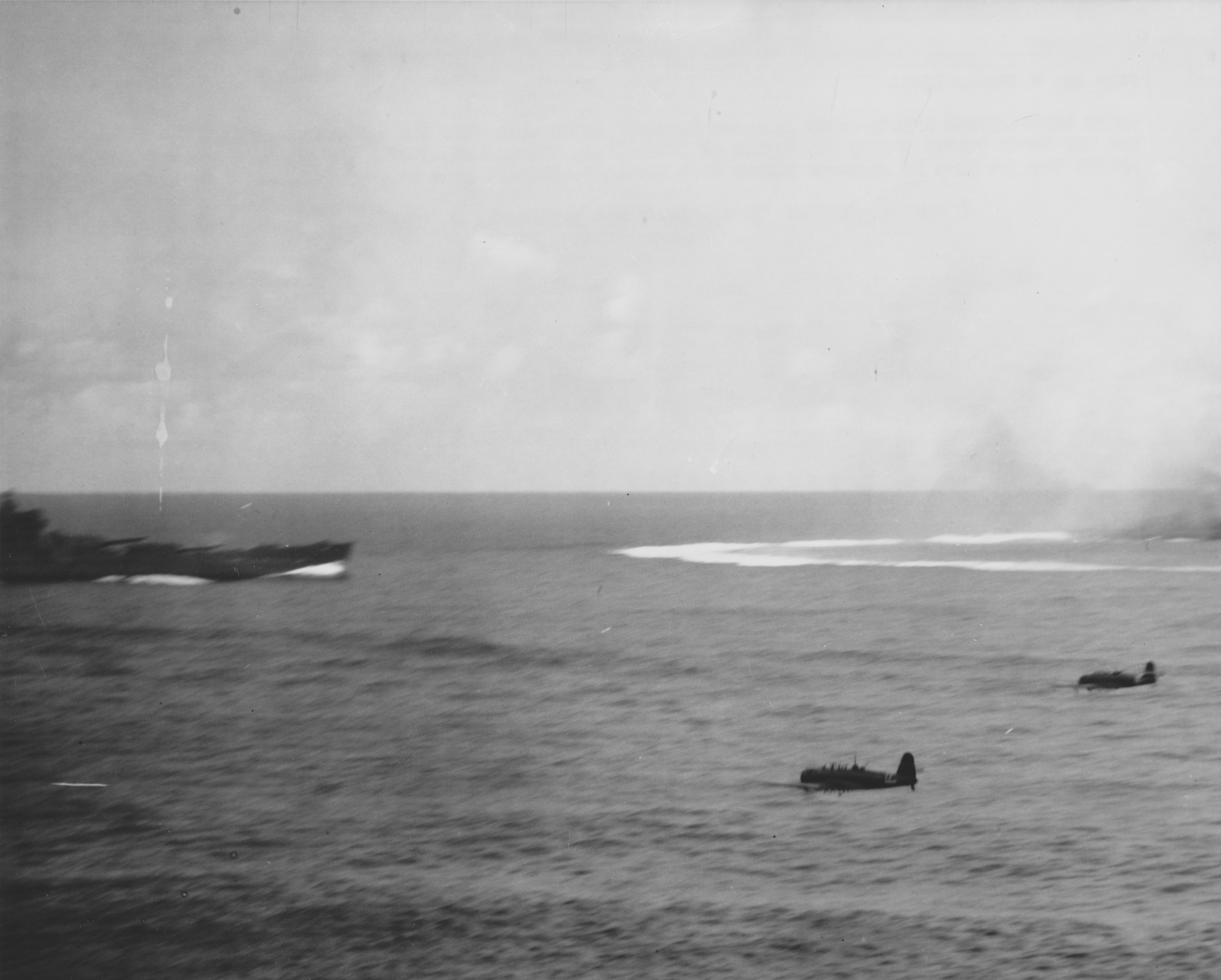
“南达科他”号遭到轰炸

山口正夫分队陷入云中，未发现“企业”号，因此他们在11:29冲出云层后只能对TF-16的舰艇投弹。4架99式飞向“南达科他”号并投弹。前3枚炸弹未能命中战列舰，但第4枚炸弹命中战列舰1号主炮炮塔顶部。炸弹未能击穿炮塔装甲，但溅射的弹片击伤了数人，包括“南达科他”号的舰长托马斯·盖奇。剩余5架99式飞向“圣胡安”号并投弹。前3架飞机未取得命中，第4架飞机投下的炸弹从右舷擦过并在水中爆炸，对舰体造成了一定的损伤。.擦过“圣胡安”号的右舷落入水中爆炸，对舰体造成了一定的损伤。第5枚炸弹击穿舰体尾部并在龙骨下方爆炸，导致部分隔间进水，方向舵卡死。“圣胡安”号喷出大量烟雾并开始转圈。在返程时，山口正夫分队和“大黄蜂”号第2攻击编队的F4F相遇，包括山口座机在内的4架97式被击落。三浦分队的1架97式也被击落。在美军的追击过程中，2架F4F和1架TBF被击落。

### 26日下午双方的行动
11：35，由于“大黄蜂”号瘫痪，“企业”号遭到重创，“大黄蜂”号的戰鬥空中巡邏已经无法维持，而金凯德确定日军有1到2艘未受创的航母。他决定抛下“大黄蜂”号，将TF-16撤出战场。他向哈尔西和莫里发报：“我正向东南方向的艾法特岛前进，请在准备好后向该方向行驶。”当“大黄蜂”号的舰载机返回时，尽管大多数飞行员已经发现“大黄蜂”号无法降落舰载机，“北安普顿”号的舰长认为仍有必要发出返回航母的信号，但是“朱诺”号也接收到了这个信号，舰长莱曼·K·斯旺森命令“朱诺”号驶向TF-16。
11:05，山本一郎指挥的3架零式发现1架TBF并将其重创，但TBF成功返航。根据先前进攻获得的一系列混乱的信息，南云忠一认为美军有3艘航母参战，1艘为“大黄蜂”号，剩余2艘航母位于它的北面和西北面。11:32，南云忠一发报：“原先对美军首艘航母南面有航母的认定是错误的。”但实际上此时“企业”号位于“大黄蜂”号南面。机动部队首轮攻击波于11:40返回，至12:30全部回收完毕。10架零式、8架97式和1架99式被“瑞鹤”号回收，2架零式、4架99式和1架97式被“隼鹰”号回收。6架执行CAP的零式也降落在“隼鹰”号上。在回收过程中，“隼鹰”号和“瑞鹤”号会合。“翔鹤”号以31节的航速脱离战场，但南云忠一仍滞留在“翔鹤”号上。近藤信竹命令前卫部队向前进部队靠拢，而前进部队向最后发现美军舰队的位置前进。
此时，共28架F4F、24架SBD和21架TBF位于TF-16的上空等待降落。“企业”号迅速开始回收舰载机。在43分钟内，共23架F4F和24架SBD降落在航母上，5架F4F迫降在海面上。12:00左右，“企业”号的雷达侦察到不明飞机。12:10，格里芬呼叫尚有足够燃油的TBF前往侦查，6架TBF前往查看情况。随后格里芬知晓这架飞机是1架PBY，并取消了任务。12:20，“企业”号的大火最终被扑灭。12:35，TF-16向东南方向以27节的速度撤离战场。“大黄蜂”号FGO沃尔特·罗迪发现甲板十分拥挤，且他的TBF还有足够的燃油，因此他选择在圣灵岛降落。12:51至13：05，完成加油的25架F4F迅速升空执行CAP，为TBF腾出空位。13:18，TBF开始降落。10架TBF降落在航母上，8架TBF迫降在海上。 14:03，威尔斯的TBF由于受损过重，无法在航母上降落，只能迫降在水中。机组人员被驱逐舰捞起。15:07，13架SBD飞往圣灵岛，以缓解航母上拥堵的机位。最终，在回收结束时，“企业”号上停放着84架飞机，由41架F4F、33架SBD和10架TBF组成。15:40，哈尔西下令所有舰队向南撤离作战区域。
13:00，山本五十六命令近藤信竹追击美国舰队。前卫部队和前进部队会合并加速向最后报告美军航母的位置前进，试图和美军进行炮战。受损的“瑞凤”和“翔鹤”撤离战场，角田觉治指挥剩余的2艘航母。13：13，“隼鹰”号放飞由白根斐夫指挥的8架零式和入来院良秋指挥的7架97式组成的第2轮攻击波。但只有6架97式挂载鱼雷。与此同时，“瑞鹤”号放飞由小林保平指挥的5架零式、堀剑二郎指挥的2架99式、田中一郎指挥的7架97式组成的第3轮攻击波。由于缺乏鱼雷，6架97式挂载800公斤穿甲弹。13:20至14:00，2艘航母回收了剩余的飞机，9架零式和6架99式降落在“隼鹰”号上，5架零式、7架99式和7架97式降落在“瑞鹤”号上。15：35，“隼鹰”号放飞由志贺淑雄指挥的6架零式和加藤舜孝指挥的4架99式组成的第3轮攻击波。这是日本在26日派出的最后一轮攻击波。

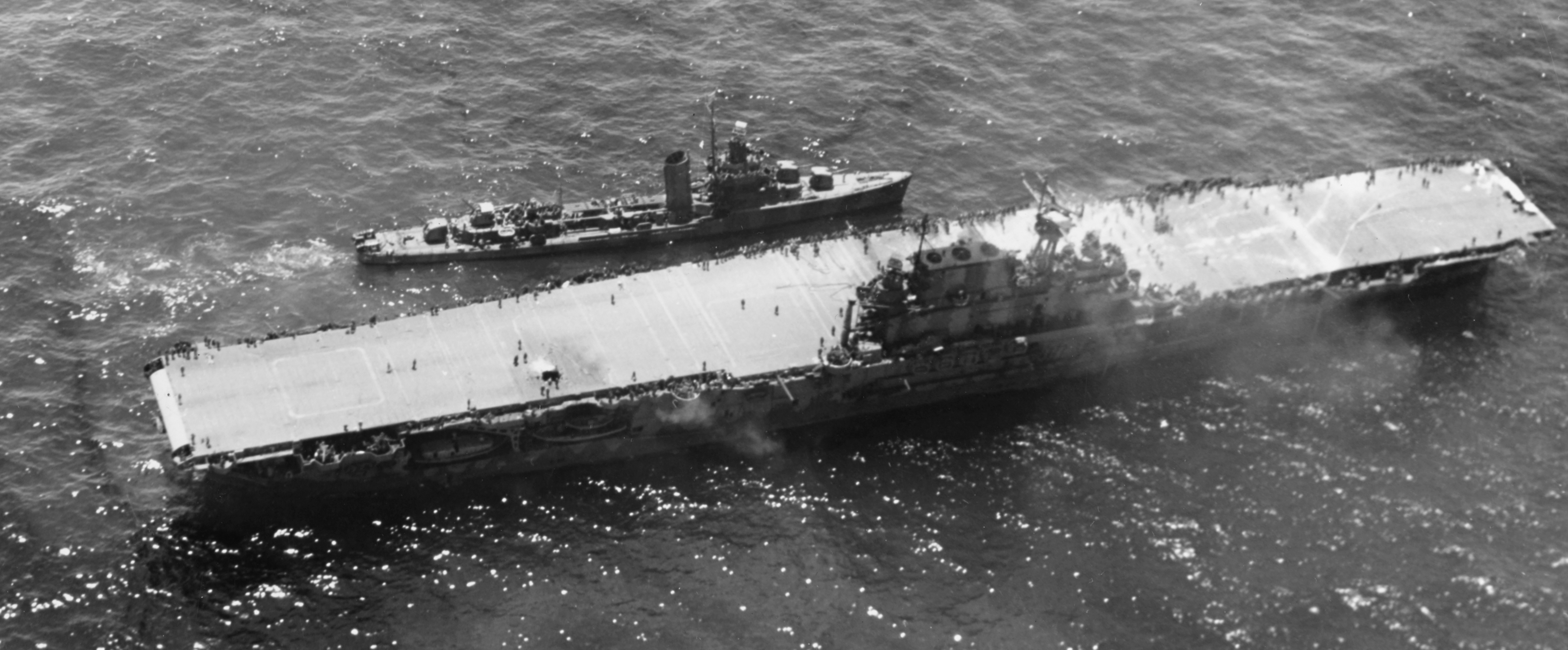
“大黄蜂”号的船员撤离至“拉塞尔”号上

在“大黄蜂”号的大火被扑灭后，维修人员试图恢复航母的动力系统。他们发现了1个没有进水的锅炉，并试图将其点燃。而“北安普顿”号开始尝试拖行“大黄蜂”号。11:05，缆绳安装完毕，但在11:10，Tanaka Shigenobu驾驶的97式向航母投下烟雾弹，美军误以为这是炸弹并将缆绳割断。美军的拖航计划因此延误了30分钟。11：34，缆绳重新被安装完毕。12：23，“北安普顿”号开始缓慢加速，但不久后缆绳就发生断裂。莫里将旗舰转移至“彭萨科拉”号。美军使用“大黄蜂”号的2号升降机的电梯井中的缆绳再次进行尝试。13:30，缆绳安装完毕，“北安普顿”号终于成功以3节的速度拖着“大黄蜂”号向东脱离战场，并随后达到6节。帕特·克里汉带领的维修队成功让1个锅炉正常运转，后引擎室开始得到压力。13:45，“北安普顿”号的雷达发现西北165公里处由不明飞机，这是“隼鹰”号的第2轮攻击波。14:00，“北安普顿”号的雷达发现西北177公里处又有一群不明飞机，这是“瑞鹤”号的第3轮攻击波。“隼鹰”号的攻击波在搜寻无果后向南飞行。15:13，“隼鹰”号攻击波的飞行员发现了“大黄蜂”号。“北安普顿”号割断缆绳，准备保护航母。但由于“朱诺”号前往TF-16，TF-17的防空火力较上午显得不足。
6架97式全部从航母右舷进攻。入来院良秋巧妙地将他的鱼雷向前两次鱼雷命中位置的左部发射，只有他发射的鱼雷命中航母并击中舰体中部，这一击导致后机舱被水淹没，并造成舰体14度倾斜。由于没有动力驱动水泵排水，美军放弃抢救航母。入来院良秋和横山岳夫驾驶的97式被击落。此轮攻击中日军2架97式和5架零式未能返回。“瑞鹤”号的第3轮攻击波的99式于15:41抵达航母上空并投弹，1架99式命中1枚近失弹。15:55，6架97式作为水平轰炸机从“大黄蜂”号左舷发起进攻，1枚800公斤炸弹命中舰尾，但未造成较大损坏。此时航母倾斜达到20度。16:50，“隼鹰”号第3轮攻击编队飞抵航母上空并开始投弹。1枚250公斤炸弹击穿了飞行甲板并在机库甲板处爆炸，引发了火灾。马森舰长最终决定离开航母。

### “大黄蜂”号沉没

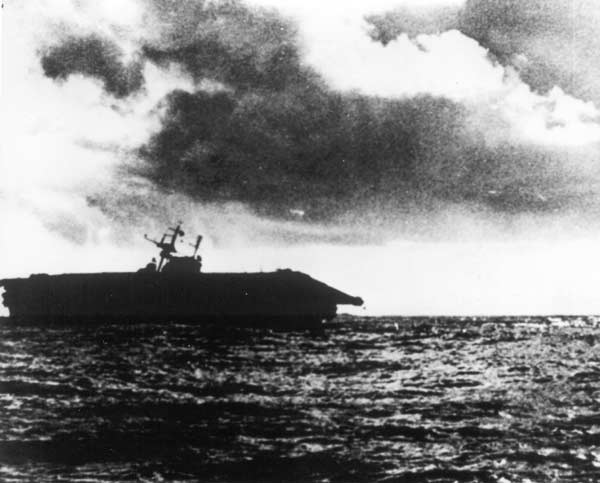
正在下沉的“大黄蜂”号

在海战结束后，近藤信竹希望和美军进行夜战，因此他在18:03下令集结舰队进行追击并做好夜战准备。此时日本2艘可用的航母上仍停放着97架飞机：“瑞鹤”上有38架零式、10架99式和19架97式，“隼鹰”号上有12架零式、12架99式和6架97式。但日军仍不清楚美军有多少艘航母参战。起初他们认为有3艘航母，尽管没有人同时见过它们。“瑞鹤”号的舰长野元为辉在向飞行员询问时就发现了这一点。角田觉治认为美军有3艘航母，并在18:30报告美军3艘航母全部沉没或遭重创。山本五十六在19:50的评估称共有4艘航母，其中1艘航母沉没，3艘航母严重受损。
由于联合舰队正向“大黄蜂”号驶来，而将航母拖离战场是不现实的，哈尔西命令将“大黄蜂”号击沉。6:40，莫里命令击沉航母。此时日军3架水上侦察机在防空炮射程外监视“大黄蜂”号。7:15，“马斯汀”号向“大黄蜂”号发射了8枚MK15型鱼雷。前3枚鱼雷的设置深度为8米，第4-7枚鱼雷设置深度为3米，第8枚鱼雷的设置深度为4.5米；前5枚鱼雷设为中速，后3枚鱼雷设为慢速。然而，驱逐舰向着未受损的左舷而不是右舷发射鱼雷。第2枚鱼雷跃入空中后爆炸；第3枚鱼雷在航母后方上浮，和发射角度成直角方向移动；第1、4、8枚鱼雷不知去向；第5、6、7枚鱼雷命中航母，但无法让它沉没。19:40，莫里随即派遣“安德森”号击沉“大黄蜂”号。“安德森”号也向航母未受损的左舷发射8枚鱼雷，第1枚鱼雷偏离目标，第2枚鱼雷提前爆炸，剩下6枚鱼雷全部命中，但航母依然浮在水上。随后2艘驱逐舰向航母发射430枚127毫米炮弹，航母燃起大火，但没有沉没。
21:16，“马斯汀”号的雷达发现了日军舰队。在水上侦察机的监视下，2艘驱逐舰于21：46放弃摧毁“大黄蜂”号。22：06，第10驱逐队发现瘫痪的“大黄蜂”号。第10驱逐队随后向东搜寻美军的2艘驱逐舰，但一无所获。22：20，阿部弘毅的旗舰抵达“大黄蜂”号所在的位置，此时“大黄蜂”号已经倾斜45度。在发现航母已经没有利用价值后，近藤信竹命令击沉“大黄蜂”号。“卷云”号和“秋云”号向“大黄蜂”号发射4枚93式鱼雷，全部命中。最终，“大黄蜂”号在1942年10月27日1：35沉没于08°38′S 166°43′E / 8.633°S 166.717°E海域。

### 美日舰队脱离战场

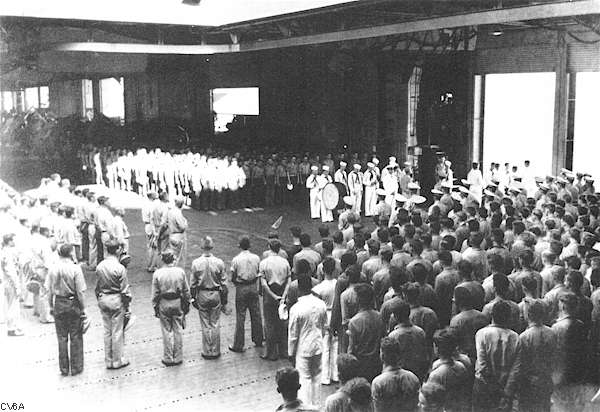
10月27日，“企业”号上的船员为前一天死去的战友进行海葬

10月27日4：00，“科寧厄姆”号报告发现不明潜艇，这是日本的伊-15号潜艇。特混舰队迅速向左侧规避鱼雷，但发生了事故。“马汉”号的舰首撞入了“南达科他”号的右舷。“马汉”号燃起大火，船锚卡在了“南达科他”号的军官室中，方向舵卡在左转30度的方向上。在方向舵修复完成并扑灭大火后，2艘船向努美阿驶去。尽管“南达科他”号严重受损，“韦斯特”号维修船可以将其修复。10月27日，TF-61进入努美阿水域。
27日凌晨，3架PBY飞向联合舰队进行袭扰。梅尔文·K·阿特维尔驾驶的PBY向“照月”号投下近失弹，造成7人死亡，40人受伤；唐纳德·杰克逊驾驶的PBY向“隼鹰”号投下鱼雷，险些命中。联合舰队的燃料也越发不足，前卫部队的驱逐舰燃料仅剩下30%。最终，在10月27日未能搜索到美军航母后，山本五十六下令撤退。受损的“翔鹤”和“瑞凤”号于10月28日抵达特鲁克，其余的舰艇于10月30日抵达特鲁克。

## 结局
双方都声称他们获得了胜利。在金凯德的报告中，美军重创了2艘翔鹤级航空母舰（1艘命中2枚炸弹，1艘命中4-6枚炸弹）、1艘金刚级战列舰（命中2枚炸弹）、2艘利根级重巡洋舰（1艘命中4枚炸弹，1艘命中5枚炸弹）、1艘那智级重巡洋舰（命中3枚鱼雷）、1艘轻巡洋舰，疑似命中1艘爱宕级重巡洋舰。而日军声称击沉3艘航空母舰、1艘战列舰和3艘巡洋舰和1艘驱逐舰，击落美机81架；自身仅“翔鹤”“筑摩”中破，“照月”“瑞凤”小破，损失69架飞机。实际上，日军没有舰船被击沉。美方仅“大黄蜂”、“波特”沉没，“企业”、“南达科他”、“圣胡安”、“史密斯”、“马汉”受损。
但对日军而言，损失最为严重的是他们的飞机和飞行员。在圣克鲁斯战役中，美军损失了81架飞机，其中包括33架F4F、28架SBD和20架TBF，共有26名飞行员阵亡。日军的损失更为惨重。在战役中，日军损失了99架飞机，包括27架零式、41架99式和30架97式，共有145名飞行员阵亡。而损失的所有飞机中，绝大部分是因第1轮空袭突破美军CAP（26架）和防空火力（25架）而损失的。在这次海战中，49%的日本魚雷轟炸機、39%的俯衝轟炸機和20%的戰鬥機飛行員戰死。日军还有5名队长（關衛、山口正夫、村田重治、今滋宿一郎、入来院良秋），4名中队长（鹫见五郎、山田昌平、石丸丰、三浦尚彦）和14名小队长（宫内治雄、半泽行雄、大森茂高、佐藤茂行、岛田阳三、村井繁、冈本清人、小山内末吉、伊东徹、铃木重藏、冈本茂、内海秀一、横山武雄、渡边西雄）战死。相對於珊瑚海（90人）、中途島（110人）和東所羅門（61人），日軍在聖克魯斯海戰中损失了更多的機組人員。聖克魯斯戰鬥結束後，參加了珍珠港事件的765名日本航空母艦飛行員中，至少有409人死亡。由于损失了众多训练有素的飞行员并且无法快速得到补充，空勤人员也出现缺乏，未受损的瑞鹤号和隼鹰号被迫返回本土。
山本五十六认为，由于美军损失了4艘航空母舰，美军的航空母舰已经无法在瓜达尔卡纳尔海战中起到决定性作用，因此日军当下的任务是夺回亨德森机场。为运输第38师的重型装备，日军组建了由11艘快速商船组建的船队，并决定炮击亨德森机场，而TF-17无法及时抵达瓜达尔卡纳尔。这导致了瓜达尔卡纳尔海战的爆发。由于美日双方都缺乏可行动的航母，双方不得不在瓜达尔卡纳尔岛地区利用炮舰作战。
“大黄蜂”号沉没后，盟军在南太平洋海域仅剩下1艘受损的航空母舰，这对盟军是沉重的打击。哈尔西在看到“企业”号之前，已经做好了最坏的打算。他向尼米兹请求向英国东方舰队租借1艘或多艘航母以支援作战。此时东方舰队仅有“光辉”号共1艘航空母舰。尼米兹将这个请求告诉了金上将。由于美军在瓜达尔卡纳尔海战中取得胜利，英国提供航母的计划被延迟。最终，1943年1月，英国“胜利”号航空母舰被租给美国太平洋舰队，在经过改装后参加了新乔治亚群岛战役。
哈尔西在10月31日写给尼米兹的信中写到：“除非绝对必要，我不会将任何船只送回珍珠港。这可能意味着‘企业’号搭载的飞机更少，故障率更高，但在现在的情况下，这比没有更好。”“企业”号在努美阿经过临时维修后，在2周内返回所羅門群島南部以支援盟軍進行瓜達爾卡納爾海戰。
战役结束后，“隼鹰”号是日军唯一在瓜达尔卡纳尔地区活跃的航空母舰。尽管“瑞鹤”号没有受损，并从2艘受损的航空母舰上回收了飞机，它仍经特鲁克返回本土进行飞行员训练和飞机运输，于1943年2月返回南太平洋掩护瓜达尔卡纳尔岛上的日军撤离。
2艘受损的航空母舰被迫返回本土接受大量的维修和改装。“瑞凤”号在1943年1月末返回特鲁克，而“翔鹤”号直到1943年7月才返回特鲁克。

### 延伸閱讀
- Prados, John. . NAL. 2012. ISBN 978-0451238047.
- Stille, Mark. . New York: Osprey. 2012. ISBN 978-1-84908-605-9.

- Bergerud, Eric M. . New York: Westview Press. 2001. ISBN 0-8133-3869-7.
- D'Albas, Andrieu. . Devin-Adair Publishing. 1965. ISBN 0-8159-5302-X.
- Dull, Paul S. . Naval Institute Press. 1978. ISBN 0-87021-097-1.
- Lacroix, Eric; Wells, Linton. . Naval Institute Press. 1997. ISBN 0-87021-311-3.
- Parkin, Robert Sinclair. . Da Capo Press. 1995. ISBN 0-306-81069-7.
- Poor, Henry Varnum; Mustin, Henry A.; Jameson, Colin G. . Naval Historical Center. 1994. ISBN 0-945274-21-1.
- Rose, Lisle Abbott. . Bluejacket Books. 2002. ISBN 1-55750-008-8.
- Smith, Douglas V. . U.S. Naval Institute Press. 2006. ISBN 1-59114-794-8.
- Stafford, Edward P. . Paul Stillwell (Introduction) reissue. Naval Institute Press. 2002. ISBN 1-55750-998-0.
- Stille, Mark. . New York: Osprey. 2007. ISBN 978-1-84603-248-6.

## 外部連結
- Cagney, James. . HistoryAnimated.com. 2005  [2006-05-17]. （原始内容 (javascript)存档于3 May 2006）., Interactive animation of the battle
- Chen, C. Peter. . World War II Database. 2004–2006  [2006-05-17]. （原始内容存档于2006-03-23）.
- Horan, Mark. . Order of Battle.   [2006-05-17]. （原始内容存档于17 May 2006）.
- Hough, Frank O.; Ludwig, Verle E.; Shaw, Henry I. Jr. . History of U.S. Marine Corps Operations in World War II.   [2006-05-16]. （原始内容存档于27 June 2006）.
- Lanzendörfer, Tim. . The Pacific War: The U.S. Navy.   [2006-05-17]. （原始内容存档于2012-02-04）.
- Parshall, Jon; Hackett, Bob; Kingsepp, Sander; Nevitt, Allyn. .   [2006-06-14]. （原始内容存档于13 June 2006）.
- Shepherd, Joel. . USS Enterprise CV-6. 1998–2003  [2006-05-17]. （原始内容存档于25 April 2006）.
- .   [26 July 2012]. （原始内容存档于27 October 2012）.